# Kugel-Astarte
Die Kugel-Astarte (Astarte montagui) ist eine Muschel-Art aus der Familie der Astarten (Astartidae), die zur Ordnung der Carditida gestellt wird.

## Merkmale
Das Gehäuse ist acht bis zwölf, im Ausnahmefall bis 22 mm lang und im Umriss grob dreiseitig mit halbkreisförmigem unteren Rand. Der Wirbel sitzt ziemlich genau in der Mitte des Gehäuses. Die Außenseite ist mit kleinen, konzentrischen Rippen bedeckt (zahlreicher und feiner als bei der Gerippten Astarte (Astarte elliptica)). Charakteristisch ist die mikroskopische Struktur des Periostracums, das mit unregelmäßig-strahlenförmig angeordneten, feinen Grubenreihen bedeckt ist. Die Farbe der Außenseite variiert von hell- bis dunkelbraun. Das Schloss der rechten Klappe besitzt zwei Hauptzähne, deren vorderer Zahn relativ breit und der hintere relativ kurz ist. Die linke Klappe weist drei Hauptzähne auf, von denen allerdings der hintere Zahn nur sehr klein ist. Der Mantelrand ist integripalliat, d. h. ohne Mantelbucht, der vordere und der hintere Schließmuskel sind annähernd gleich groß. Die Siphonen sind verwachsen.

## Geographische Verbreitung, Lebensraum und Lebensweise
Die Kugel-Astarte (Astarte montagui) ist eine circumboreale Art, sie kommt in Europa im nördlichen Atlantik, in der Nordsee bis in die westliche Ostsee vor. Im Süden reicht das Verbreitungsgebiet bis in den Golf von Biskaya. Auch an der Westküste von Nordamerika kommt die Art vor.
Die Tiere sind Bewohner sandig-siltiger Böden und leben dort dicht unter der Sedimentoberfläche, wobei Teile des Gehäuses noch aus dem Sediment ragen können. Der Wirbel zeigt dabei nach oben, die kurzen Siphonen verlassen das Gehäuse zunächst waagrecht, um dann senkrecht nach oben umzubiegen. In der Nordsee lebt sie in etwa 40 bis 75 (100) m Tiefe, in der westlichen Ostsee in 9 bis 31 m Tiefe.

## Systematik
Das Taxon wurde 1817 von Lewis Weston Dillwyn aufgestellt. Die Art besitzt eine ganze Reihe von Synonymen: Astarte banksii Leach, 1819, Astarte compressa Jeffreys, 1869, Astarte fabula Reeve, 1855, Astarte globosa Möller, 1842, Astarte pulchella Jonas, 1845, Astarte striata Leach, 1819 und Astarte warhami Hancock, 1846. Sie wurde auch in die Gattungen Tridonta oder Nicania gestellt.

## Belege

### Online
- Marine Bivalve Shells of the British Isles: Astarte montagui (Dillwyn 1817) (Website des National Museum Wales, Department of Natural Sciences, Cardiff)
- Malacolog Version 4.1.0 - A Database of Western Atlantic Marine Mollusca